# Сава Василь Іванович
Васи́ль Іва́нович Са́ва (нар. 14 січня 1947, Чишки, Львівського району, Львівської області) — український дизайнер, учений, художній редактор понад 200 видань провідних видавництв України.

## Біографія
Закінчив Львівський державний коледж декоративного і ужиткового мистецтва імені Івана Труша (1971); Український поліграфічний інститут імені Івана Федорова (1982).
З 1981 до 1984 — художній редактор видавництва «Світ». З 1984 до 1995 — художній редактор видавництва «Каменяр».

### Наукова та викладацька діяльність
Доцент кафедри книжкової графіки та дизайну друкованої продукції Української академії друкарства.

### Доробок
Оформив понад 230 книжкових видань. Автор двох навчальних посібників:
- «Основи техніки творення книги»;
- «Художньо-технічне оформлення книги».

## Нагороди
Нагороджений дипломами республіканських конкурсів «Мистецтво книги». Член Спілки дизайнерів України (від 2005).